# سیزده (فیلم ۲۰۰۳)
سیزده (انگلیسی: Thirteen) یک فیلم درام نوجوان آمریکایی محصول سال ۲۰۰۳ به کارگردانی کاترین هاردویک، نویسندگی هاردویک و نیکی رید و با بازی هالی هانتر، ایوان ریچل وود و رید است. خلاصه داستان این فیلم که بر اساس زندگی رید از ۱۲ تا ۱۳ سالگی است، تریسی، دانش آموز کلاس هفتم در لس آنجلس را دنبال می کند که پس از دوست شدن با یک همکلاسی مشکل دار، شروع به فعالیت در زمینه سوء مصرف مواد، رابطه جنسی و جنایت می کند. بردی کوربت، دبورا کارا آنگر، کیپ پاردیو و ونسا هاجنز (در اولین فیلمش) در نقش‌های فرعی حضور دارند.
هالی هانتر توانست به‌خاطر بازی در این فیلم برای دریافتِ جایزه اسکار بهترین بازیگر نقش مکمل زن نامزد شود.

## بازیگران
- هالی هانتر
- ایوان ریچل وود
- نیکی رید
- جرمی سیستو
- دی دبلیو موفت
- ونسا هاجنز
- دبورا کارا اونگر
- سارا کلارک